# لورانس د. بيترز
لورانس د. بيترز (بالإنجليزية: Lawrence D. Peters)‏ هو عسكري أمريكي، ولد في 16 سبتمبر 1946 في جانسون سيتي في الولايات المتحدة، وتوفي في 4 سبتمبر 1967 في Quảng Tín province ‏ في فيتنام.